# Piotr Tomasz Nowakowski
Piotr Tomasz Nowakowski (ur. 1974 w Tychach) – polski pedagog i publicysta, doktor habilitowany nauk społecznych, profesor Uniwersytetu Rzeszowskiego. Habilitację uzyskał w Wyższej Szkole Nauk o Zdrowiu i Pracy Socjalnej św. Elżbiety w Bratysławie na podstawie pracy pt. Sekty i pozostałe kontrowersyjne zjawiska z pogranicza religijności jako przedmiot zainteresowania pracy socjalnej. Jest ponadto absolwentem studiów Master of Business Administration (MBA).
Jest członkiem Association for the Study of Higher Education z siedzibą w Las Vegas (USA) oraz International Cultic Studies Association z siedzibą na Florydzie (USA).
Objął funkcję zastępcy redaktora naczelnego kwartalnika „Społeczeństwo i Rodzina” (wydawanego przez Wydział Zamiejscowy Prawa i Nauk o Społeczeństwie KUL w Stalowej Woli), jest też korespondentem na Europę Wschodnią kwartalnika „ICSA Today” (USA), członka redakcji (tzw. member of Editorial Board) rocznika „International Journal of Cultic Studies” (USA) oraz członka redakcji (tzw. consulting editor) kwartalnika „Journal of Educational Review” (Nigeria).

## Praca naukowa
Obszary zainteresowań naukowo-badawczych Nowakowskiego to: pedagogika społeczna, profilaktyka społeczna, praca socjalna, pedagogika resocjalizacyjna, deontologia pracownika akademickiego, filozofia wychowania ze szczególnym uwzględnieniem aretologii.
Nowakowski prowadził gościnne wykłady w Kymenlaakson ammattikorkeakoulu (Finlandia, 2008), Uniwersytecie w Göteborgu (Szwecja, 2009), Başkent Üniversitesi (Turcja, 2010), Alice-Salomon-Fachhochschule w Berlinie (Niemcy, 2011), Uniwersytecie Witolda Wielkiego w Kownie (Litwa, 2013), Diakonhjemmet Høgskole w Oslo (Norwegia, 2015), Gordon College of Education w Hajfie (Izrael, 2017) i Uniwersytecie Egejskim (Grecja, 2017 i 2018). Realizował następujące projekty badawcze: The problem of school violence in California: preventive aspects na Uniwersytecie Południowej Kalifornii w Los Angeles (USA, 2010), The activities of cultic organizations in London: preventive aspects na Uniwersytecie Londyńskim (Wielka Brytania, 2012), Manifestations of controversial religiosity in contemporary European culture na Uniwersytecie Notre Dame (USA, 2015), The problem of 2019 Sri Lanka Easter bombings na Uniwersytecie Kolombo (Sri Lanka, 2022).
Nowakowski jest autorem i redaktorem kilku książek oraz autorem wielu artykułów z zakresu problematyki społecznej i pedagogicznej – publikował m.in. w tygodniku „Echo”, „Tygodniku Solidarność”, kwartalnikach „Cywilizacja”, „Sekty i Fakty”, „Wychowawca” i „Ethos”, „Społeczeństwo i Rodzina” i „Komunikacja Publiczna”; za granicą zaś w słowackim kwartalniku „Rozmer”, ukraińskim „Visnyk“, nigeryjskim „Journal of Educational Review”, brazylijskim „Educação”, boliwijskim „Yachay” oraz amerykańskich „ICSA Today” oraz „International Journal of Arts and Sciences”.
Jest autorem haseł do Powszechnej Encyklopedii Filozofii, wydawanej w latach 2000-2009 przez Polskie Towarzystwo Tomasza z Akwinu, oraz do Małego słownika filozofii polityki, opublikowanego w 2022 roku przez Wydawnictwo von borowiecky.

## Aktywność pozanaukowa
W latach 2004–2008 był członkiem Rady Programowej Radia Katowice SA. Był związany z Ruchem Światło-Życie. W 2005 kandydował do Senatu w okręgu nr 30 z ramienia Ligi Polskich Rodzin, zajmując przedostatnie miejsce wśród 7 kandydatów. Posiadacz pierwszej kategorii szachowej.

## Publikacje
- Między wspólnotą a wyobcowaniem. Człowiek w kontekście współczesnych przeobrażeń społeczeństwa i rodziny, Wydawnictwo Uniwersytetu Jagiellońskiego, Kraków 2021. ISBN 978-83-233-5098-9
- Modele człowieka propagowane w wybranych czasopismach młodzieżowych. Analiza antropologiczno-etyczna, Maternus Media, Tychy 2004. ISBN 83-912429-4-3
- Fast food dla mózgu, czyli telewizja i okolice, Maternus Media, Tychy 2002. ISBN 83-912429-7-8
- Sekty: oblicza werbunku, Maternus Media, Tychy 2001. ISBN 83-912429-5-1
- Sekty: co każdy powinien wiedzieć, Maternus Media, Tychy 1999. ISBN 83-912429-0-0

### Redakcja prac zbiorowych
- Jaka jest współczesna młodzież? Instytut Badań Edukacyjnych, Warszawa 2023. ISBN 978-83-67385-37-4
- Wokół pigułki gwałtu, Polskie Towarzystwo Socjologiczne, Warszawa 2011. ISBN 978-83-933111-2-5
- Higher education in Nigeria: selected aspects, Trafford Publishing, Bloomington, IN (USA) 2010. ISBN 978-1-4269-2972-4
- Sekty jako problem współczesności, Górnośląska Wyższa Szkoła Pedagogiczna, Mysłowice 2008. ISBN 978-83-89032-23-2
- The phenomenon of cults from a scientific perspective, Dom Wydawniczy Rafael, Cracow 2007. ISBN 978-83-7569-025-5